# Neta L
Neta L — среднеразмерный кроссовер, выпускаемый китайской компанией Hozon Auto под брендом Neta (Nezha).

## История и описание модели

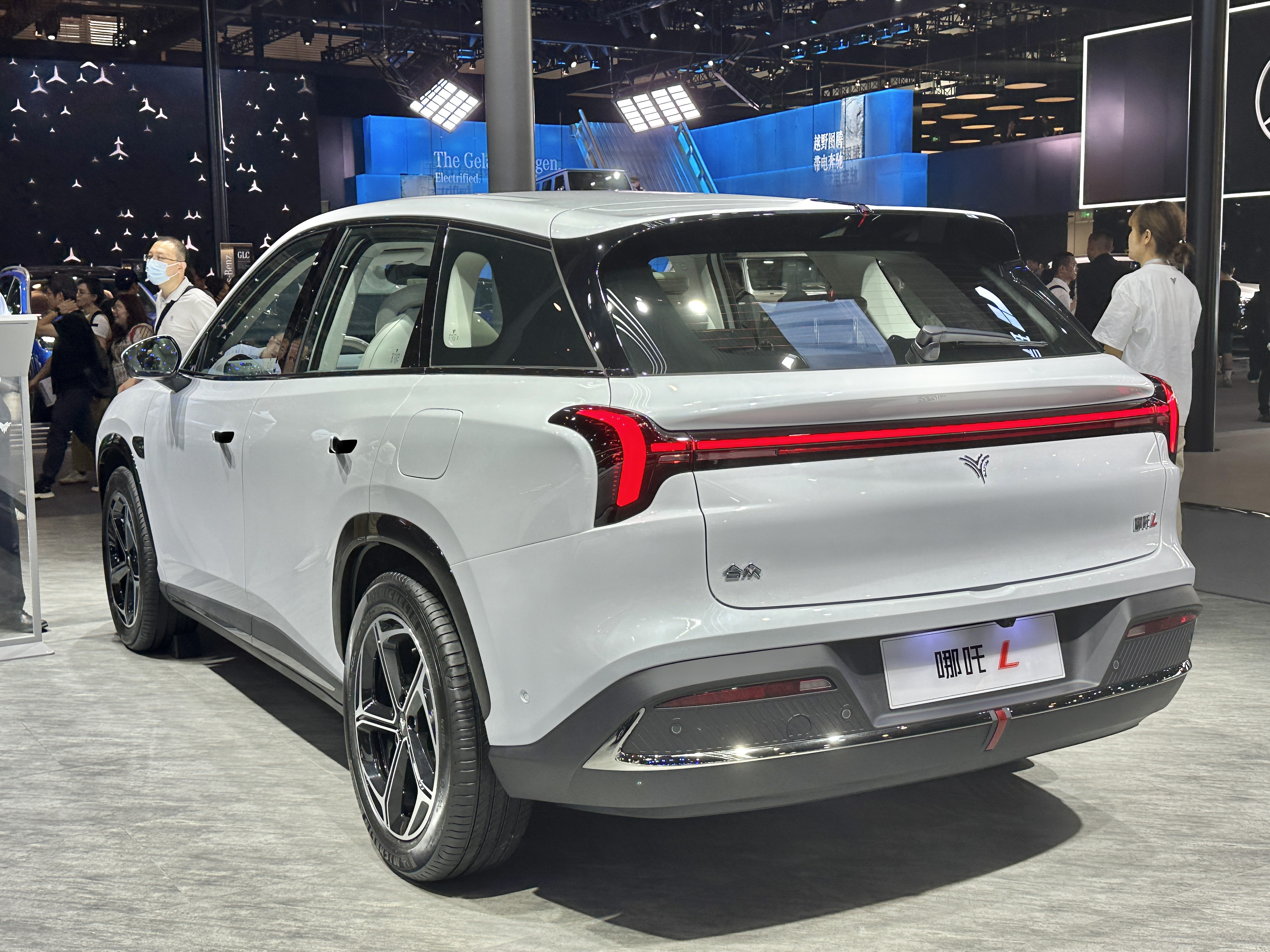
Вид сзади

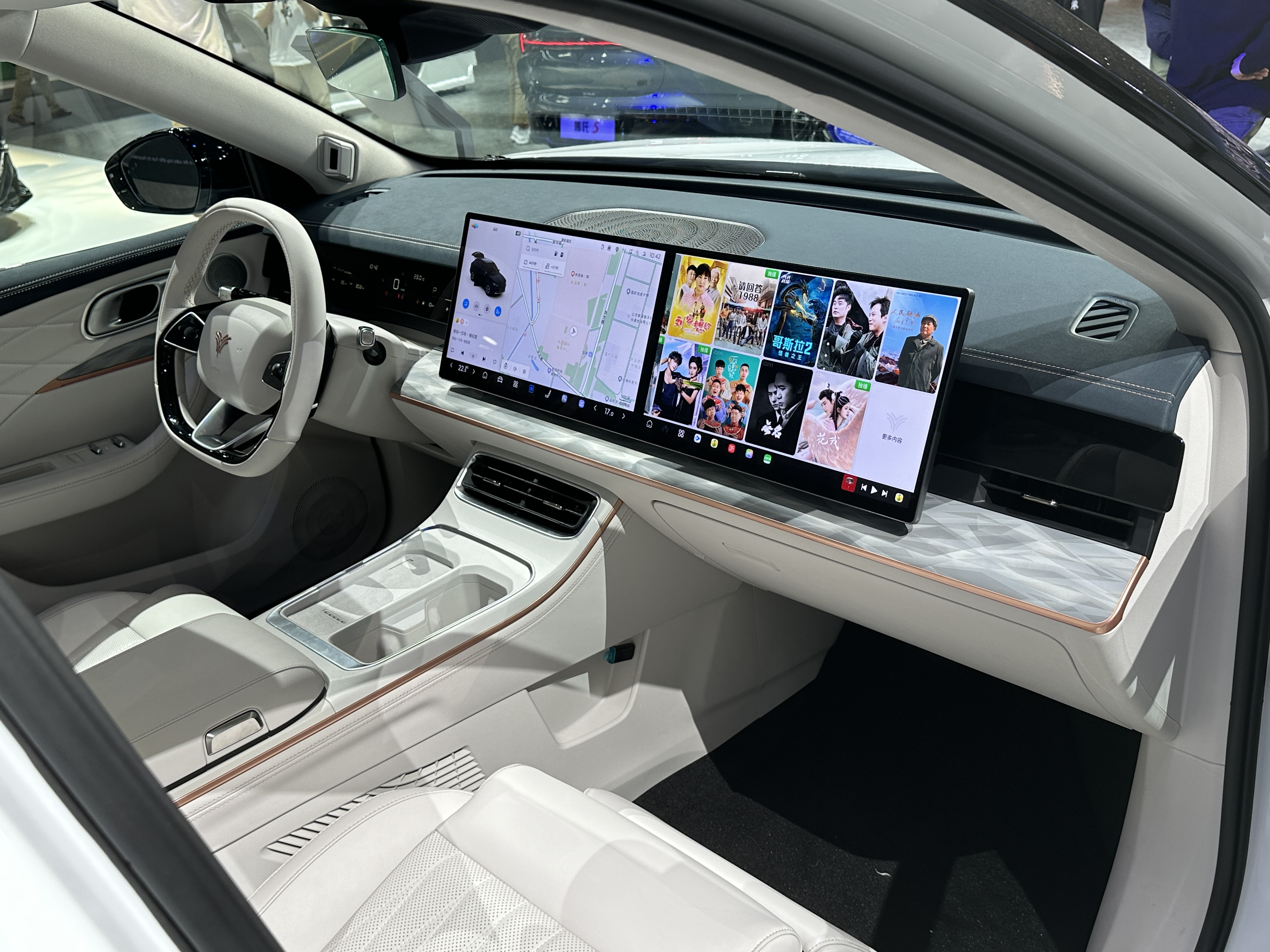
Интерьер

В начале марта 2024 года китайский производитель электромобилей Hozon Auto представил ещё одну модель — Neta L, призванную помочь увеличить долю рынка за счёт популярного сегмента на китайском рынке. Автомобиль приобрёл стилистические черты, идентичные Neta S и Neta GT, отличался выдвижными дверными ручками, чётко очерченными крыльями и заострённой передней частью. Узкие продолговатые фары контрастируют с узким световым чехлом, проходящим по всей задней части кузова.
Салон был сохранён в «роскошной» обстановке, подчёркивающей доступ к обширной мультимедийной системе. Приборная панель была образована набором из двух 15,6-дюймовых сенсорных экранов, объединённых друг с другом и выполняющих роль центральной мультимедийной системы и дополнительного экрана для пассажира. Водитель получал меньший по размеру узкий дисплей перед рулевым колесом. Пассажир также получил функцию откидывания спинки, а оба сиденья получили обширную 8-точечную массажную систему. В подлокотнике установлен обширный холодильник для напитков, а на спинках сидений созданы откидные столики для пассажиров заднего ряда сидений.

### Продажи
Продажи автомобиля Neta L начались в апреле 2024 года на внутреннем китайском рынке. Конкурентом является BYD Song Plus.

### Технические характеристики
Базовый полностью электрический вариант Neta L оснащён электродвигателем мощностью 228 л. с. и литий-железо-фосфатным аккумулятором ёмкостью 69 кВт⋅ч с запасом хода до 510 км по циклу CLTC. Топовый гибридный вариант Neta L оснащён электродвигателем и 1,5-литровым бензиновым двигателем мощностью 90 л. с. Ёмкость аккумулятора варьируется от 30 до 40 кВт⋅ч.